# 丘多瓦河
丘多瓦河（俄语：Чудова），是俄羅斯的河流，位於該國西部彼爾姆邊疆區，屬於科爾瓦河的支流，河口處在切爾登附近，河道全長51公里，流域面積129平方公里。